# Susan Truppe
Susan Truppe (née le 20 août 1959) est une femme politique canadienne, elle est élue députée de la circonscription de London-Centre-Nord à la Chambre des communes du Parti conservateur lors de l'élection fédérale du lundi 2 mai 2011. Elle est défaite par le libéral Peter Fragiskatos lors des élections de 2015.